# Transtage
A Transtage amerikai, folyékony hajtóanyagú hordozórakéta fokozat.

## Története
Az amerikai hordozórakéták fejlesztését 1945-ben kezdték el a zsákmányolt német rakéták és kutatási eredmények alapján.  Az amerikai légi haderő 1955-1957 között a többek között a Convair MX–774, Hermes rakétaprogram, Thor, Atlas, Titan folyékony hajtóanyagú hordozórakétákat fejlesztette.
A NASA 1958. október 1-én történt megalakulása után a szárazföldi haderő és a haditengerészet befejezte saját rakétafejlesztéseit, minden intézményét átadta a NASA-nak mesterséges holdjait pedig a légi haderő indítja. A kifejlesztett hordozórakéta-családból kiválasztották a műholdak hordozására alkalmas típusokat. A NASA különböző intézeteiben tervezték és fejlesztették ki (tovább), többek között a Thor–Delta, Atlas–Centaur, Saturn V majd a Space Shuttle hordozórakéta-rendszereket. Az amerikai légi haderő a meglévő és leváltott ballisztikus rakétákra építve fejlesztette ki saját hordozórakéta-sorozatait, többek között Thor–Agena – ennek A,- B,- D változatait –, Titan–Agena. Ezek alkalmazásával fokozatosan felhasználták a rendszerből kivont típusú, folyékony hajtóanyagú, katonai-ballisztikus rakétákat.
A Titan 3A, Titan 3C és Titan 3M harmadik vagy negyedik fokozata.
Hossza 4,57, átmérője 3,05 méter. Starttömege 12,6 tonna, ebből a hajtóanyag 10,4 tonna. Hajtóműveinek égésideje többször megszakítható, újraindítható. Hajtóanyaga Aerozin–50 és dinitrogén-tetroxid (N2O4) az oxidálószere.
Az első indítása 1974. szeptember 1-jén, az utolsó 1989. szeptember 4-én történt.